# 조슬랭 1세 드 쿠르트네

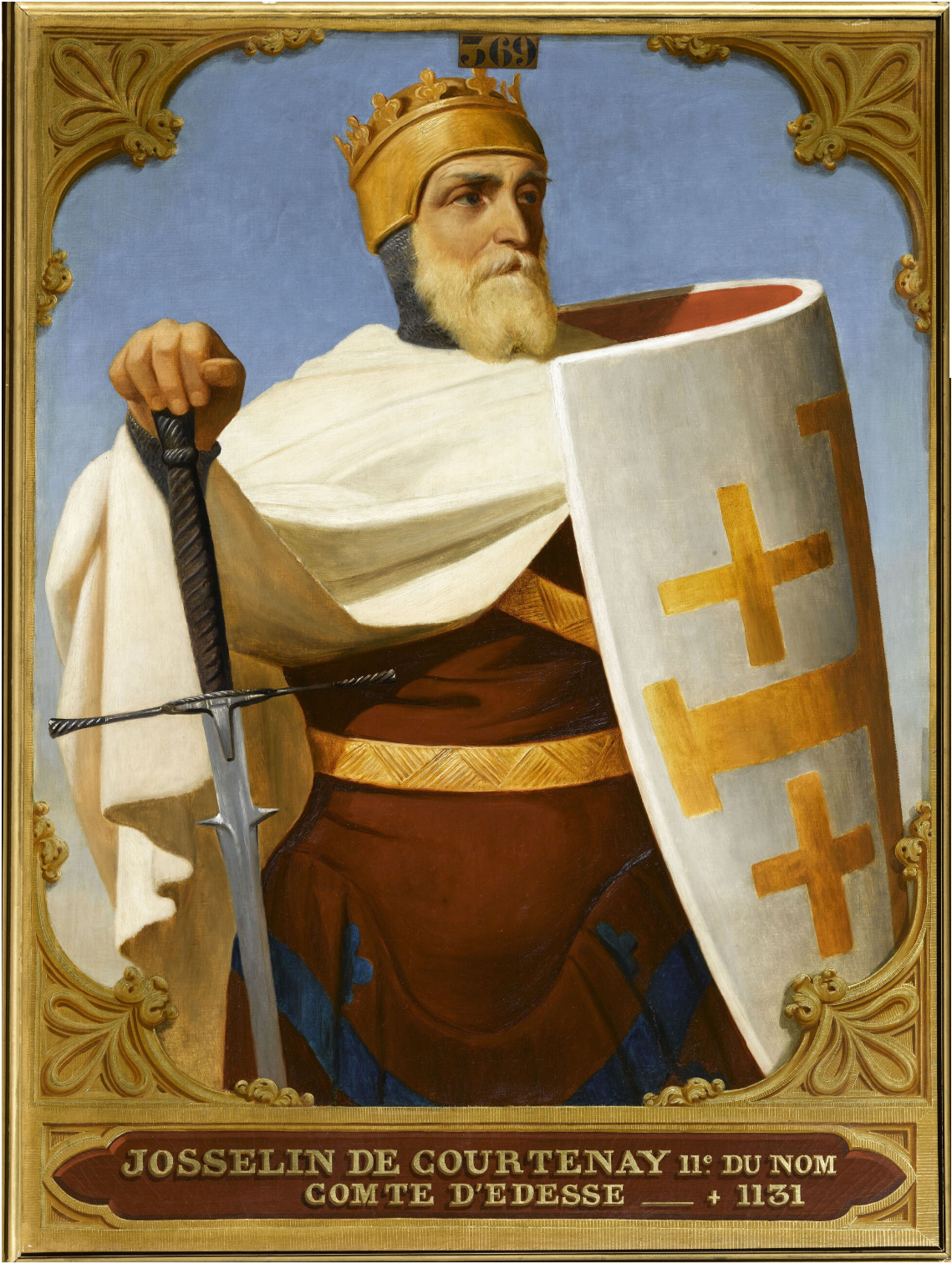
조슬랭 1세

코트니의 조슬랭(Joscelin of Courtenay) 또는 조슬랭 1세(Joscelin I)는 십자군 국가 갈릴리 공국의 공작이자 투르베셀의 영주(1115-1131)이며 에데사 백국의 백작(1119-1131)이 된 인물이다.
조슬랭의 전성기는 에데사 백국을 통치(1118-1131)할 때였다. 그는 넓고 불안정한 국경을 군사적인 기량으로 유지했다.

## 생애
조슬랭은 코트니의 영주인 조슬랭 1세와 몽틀레리의 기 1세의 딸인 이사벨라(혹은 엘리자베스) 사이에서 태어났다. 그는 제1차 십자군 이후인 1101년 십자군전쟁 기간동안에 성지에 도착했고 그의 친척인 백작 보두앵 2세는 그에게 투르베셀의 통치권을 양도하였다.
1104년에 그는 하란전투에서 포로가 되었다. 1113년에 보두앵 2세가 투르크의 계속되는 공격과 인구가 감소하고 있는 유프라테스강 동쪽 에데사를 통치하는 동안 그는 유프라테스강 서쪽 비옥한 투르베셀 유역을 반자치국의 지위로 얻어냈다. 그 해, 보두앵은 그에게서 투르베셀을 빼앗았고 조슬랭은 그에게 주어진 갈릴리 공의 작위를 위해 예루살렘으로 떠나게 된다.
1118년, 보두앵 2세는 보두앵 1세에게서 예루살렘 왕위를 계승하였다. 이전의 적대감에도 불구하고 조슬랭은 보두앵 1세의 형제인 볼로뉴의 유스터스 3세에 대항하여 보두앵2세를 전폭적으로 지지했다. 그 보상으로 조슬랭은 에데사 백작령을 하사받았다.
백작으로 있는 동안에, 1122년 사라주크 근방에서 비라의 영주인 갈레란에게 포로가 되었다. 나중에 1123년 4월에 붙잡힌 예루살렘의 왕인 보두앵 2세와 함께 카르푸트에 감금되었다. 그들은 상인으로 변장하고 포로들이 잡혀있던 성채로 잠입한 40인의 아르메니안 전사들에 의해 구출되었다. 전사들은 간수병들을 죽이고 인질들을 해방시켰다. 하지만, 성채는 이내 대규모 투르크 군대에 포위되었고 이것은 조슬랭으로 하여금 지원을 요청하도록 결정하게 했다. 보두앵은 성채에 머물렸고 이후 곧 성채는 투르크 군이 수복하였다.
에데사로 돌아온 후 그는 백국의 영토를 확대하였으며, 1125년 그는 아자즈 전투에 참여하여 일-부르주키가 이끄는 모술의 아타베그군에 대항해 십자군은 승리를 거뒀다.
1131년 알레포북동쪽의 작은 성채를 포위하는 동안, 공병들이 만든 지하통로가 무너지면서 조슬랭은 심각한 부상을 입었다. 그 직후에, 그는 투르크의 에미르 가지 일 다니쉬멘드가 카이순의 성마을로 진군한다는 소식을 받게된다. 그 때 조슬랭의 아들인 미래의 조슬랭 2세는 마을을 구하는 것을 거절하고 그의 군대가 서둘러 조용히 철군 하도록 하고 조슬랭은 가마를 타고 군대에 앞서게 했다. 가지가 조슬랭의 군대가 접근했다는 것을 들었을 때, 아마도 조슬랭이 이미 죽었다고 착각했고, 포위를 풀고 후퇴하면서 이에 따라 군인 공작은 길위에서 짧은 순간 죽기 직전에 최후 전투에서 이겼다.
조슬랭은 아르메니아의 콘스탄틴 1세의 딸인 베아트리스라는 아르메니안 귀족여성과 결혼했다. 베아트리스는 조슬랭 2세의 어머니였다. 1122년 베아트리스가 죽은 후(1119), 조슬랭은 안티오크의 공작인 살레르노의 로저의 동생인 살레르노의 마리아와 결혼했다.